# تشارلز بي. ماكدونالد
تشارلز بي. ماكدونالد (بالإنجليزية: Charles B. Macdonald)‏ هو لاعب غولف ومهندس المناظر الطبيعية أمريكي، ولد في 14 نوفمبر 1855 في نياجارا فولز في كندا، وتوفي في 21 أبريل 1939.